# Mississauga
Mississauga is een stad in de provincie Ontario in Canada. De stad ligt in de metropolitane regio Groot-Toronto. In 2008 had Mississauga 704.246 inwoners, wat het de op 5 na grootste stad van Canada maakt. De stad heeft vele etnische minderheden, en iets meer dan de helft van de bevolking heeft het Engels als moedertaal. De naam van de stad komt van de indianenstam die hier voor de aankomst van de Europeanen woonde.

## Cultuur & economie
- De internationale luchthaven Toronto Pearson ligt voor het grootste gedeelte van de oppervlakte op het grondgebied van Mississauga.
- De band Billy Talent is afkomstig uit Mississauga.
- Het hoofdkantoor van IMAX Corporation staat in Mississauga.
- De woontorens Absolute World behoren tot de bezienswaardigheden van de stad.

## Bekende inwoners van Mississauga

### Geboren
- Seamus McGrath (1976), mountainbiker
- Diana Matheson (1984), voetbalster
- Shay Mitchell (1987), model, actrice
- Mack Darragh (1993), zwemmer
- PartyNextDoor (1993), artiest
- Winnie Harlow (1994), model
- Dylan Bibic (2003), wielrenner
- Johnny Orlando (2003), singer-songwriter

### Overleden
- Kader Khan (1937-2018), acteur en filmregisseur
- Danny Doherty (1940-2007) zanger bij The Mamas and the Papas